# Erville Alderson
Erville Alderson (Kansas City, 11 settembre 1881 – Glendale, 4 agosto 1957) è stato un attore statunitense.
Era sposato con l'attrice Lillian Worth (1884 - 1952). Attore caratterista, apparve in circa duecento film tra il 1918 e il 1957.

## Biografia
Nato nel 1881 a Kansas City, nel Missouri, Alderson fece il suo esordio sullo schermo nel 1918, all'età di trentasei anni. Girò alcuni dei suoi primi film diretto da David W. Griffith con il quale, nel 1925, collaborò anche come assistente alla regia in Zingaresca.
All'avvento del sonoro, Alderson continuò la sua carriera proseguendo come caratterista: la sua età e i suoi capelli bianchi gli valsero numerosi ruoli di vecchietto strambo. Tra i suoi ritratti, va ricordato quello di Nate Tomkins ne Il sergente York. La sua ultima apparizione cinematografica risale al 1957, ne L'aquila solitaria che uscì il sala il 20 aprile 1957. Alderson morì il 4 agosto di quell'anno a Glendale all'età di 74 anni.

## Filmografia

### Cinema
- La stella della taverna nera (Her Man), regia di John Ince e Ralph Ince (1918)
- The Good-Bad Wife, regia di Vera McCord (1920)
- La rosa bianca (The White Rose), regia di David Wark Griffith (1923)
- The Exciters, regia di Maurice Campbell (1923)
- America, regia di David Wark Griffith (1924)
- Isn't Life Wonderful, regia di David Wark Griffith (1924)
- Zingaresca (Sally of the Sawdust), regia di David Wark Griffith (1925)
- La nipote parigina (Lightnin' ), regia di John Ford (1925)
- The White Black Sheep, regia di Sidney Olcott (1926)
- The Fortune Hunter, regia di Charles Reisner (1927)
- Salvation Jane, regia di Phil Rosen (1927)
- The Price of Honor, regia di Edward H. Griffith (1927)
- The Heart of Maryland, regia di Lloyd Bacon (1927)
- The Girl from Chicago, regia di Ray Enright (1927)
- The Valley of the Giants, regia di Charles Brabin (1927)
- Thief in the Dark, regia di Albert Ray (1928)
- Oasi dell'amore (Fazil), regia di Howard Hawks (1928)
- Fleetwing, regia di Lambert Hillyer (1928)
- Rivincita (Speakeasy), regia di Benjamin Stoloff (1929)
- Acquitted, regia di Frank R. Strayer (1929)
- Follie di Broadway (Puttin' on the Ritz), regia di Edward Sloman (1930)
- Liberazione (Guilty?), regia di George B. Seitz (1930)
- Redenzione (Redemption), regia di Fred Niblo e Lionel Barrymore (1930)
- Old English, regia di Alfred E. Green (1930)
- The Bad Man, regia di Clarence G. Badger (1930)
- The Dawn Trail, regia di Christy Cabanne (1930)
- La sferzata (The Lash), regia di Frank Lloyd (1930)
- Una notte indiavolata (Mr. Lemon of Orange), regia di John G. Blystone (1931)
- Too Many Cooks, regia di William A. Seiter (1931)
- La bolgia dei vivi (Shanghaied Love), regia di George B. Seitz (1931)
- Un popolo muore (Arrowsmith), regia di John Ford (1931)
- Il segreto del dottore (Alias the Doctor), regia di Lloyd Bacon e Michael Curtiz (1932)
- Il tredicesimo invitato (The Thirteenth Guest), regia di Albert Ray (1932)
- Tentazioni (The Cabin in the Cotton), regia di Michael Curtiz (1932)
- They Call It Sin, regia di Thornton Freeland (1932)
- Io sono un evaso (I Am a Fugitive from a Chain Gang), regia di Mervyn LeRoy (1932)
- Haunted Gold, regia di Mack V. Wright (1932)
- Infedele (Cynara), regia di King Vidor (1932)
- Montagne russe (State Fair), regia di Henry King (1933)
- Hello, Everybody!, regia di William A. Seiter (1933)
- Il ritorno della straniera (The Stranger's Return), regia di King Vidor (1933)
- To the Last Man, regia di Henry Hathaway (1933)
- Walls of Gold, regia di Kenneth MacKenna (1933)
- Hoop-La, regia di Frank Lloyd (1933)
- The Fighting Code, regia di Lambert Hillyer (1933)
- L'imperatrice Caterina (The Scarlet Empress), regia di Josef von Sternberg (1934)
- The County Chairman, regia di John G. Blystone (1935)
- Hearts in Bondage, regia di Lew Ayres (1936)
- Occidente in fiamme (Gold Is Where You Find It), regia di Michael Curtiz (1938)
- The Monroe Doctrine, regia di Crane Wilbur - cortometraggio (1939)
- Sfida a Baltimora (Stand Up and Fight), regia di W. S. Van Dyke (1939)
- Fuori da quelle mura (Outside These Walls), regia di Ray McCarey (1939)
- Il sergente York (Sergeant York), regia di Howard Hawks (1941)
- I tre moschettieri del Missouri (Bad Men of Missouri), regia di Ray Enright (1941)
- The Loves of Edgar Allan Poe, regia di Harry Lachman (1942)
- Uragano all'alba (Commandos Strike at Dawn), regia di John Farrow (1942)
- La volpe rossa (Kidnapped), regia di William Beaudine (1948)
- Le mura di Gerico (The Walls of Jericho), regia di John M. Stahl (1948)
- Man from Texas, regia di Leigh Jason (1948)
- Francis in the Navy, regia di Arthur Lubin (1955)
- L'aquila solitaria (The Spirit of St. Louis), regia di Billy Wilder (1957)

### Televisione
- TV Reader's Digest – serie TV, episodio 1x07 (1955)
- Telephone Time – serie TV, episodio 2x15 (1956)